# Rio Purus
O rio Purus é um curso de água da Amazônia, que percorre o território do Peru e dos estados brasileiros do Acre e do Amazonas.
É um rio muito sinuoso, com águas brancas e exuberante beleza natural. É o último grande afluente da margem direita do rio Solimões (nome dado ao rio Amazonas antes do encontro com o rio Negro). Por causa da sua alta riqueza de espécies e grande produtividade o rio vem sofrendo grande exploração antrópica: pesca, caça, exploração madeireira e agricultura familiar.
Aproximadamente 40% do desembarque pesqueiro da cidade de Manaus é proveniente de seus lagos de várzea. Existem grandes reservas naturais nas suas margem: a Reserva Biológica do Abufari e a Reserva de Desenvolvimento Sustentável do Piagaçu-Purus (ambas no estado do Amazonas) e a Floresta Estadual do Chandless (no Acre).
O rio Purus tem suas nascentes nas colinas do Arco Fitzcarrald, situado na floresta baixa Peruana das regiões de Ucayali e Madre de Dios. Esse conjunto de cabeceiras representa um dos lugares mais inacessíveis do Peru (CTC, 2003).
O rio Purus entra no Brasil pelo estado do Acre no município de Santa Rosa do Purus, passando pelo município de Manoel Urbano e entra no estado do Amazonas pelo município de Boca do Acre onde recebe as águas do rio Acre. Segue pelo estado do Amazonas até desaguar no rio Solimões. Seu curso é caracterizado pelo aspecto meândrico e pela água barrenta, rica em sedimentos andinos, classificado como rio de água branca (ZEE, 2000).
Por se tratar de um rio internacional (Peru e Brasil) e interestadual (Acre e Amazonas), a base das ações voltadas ao desenvolvimento da região não pode limitar-se a aspectos geopolíticos. Essas ações devem estar em consonância com o conceito de bacia hidrográfica, além de respeitarem os aspectos culturais e a economia da região.

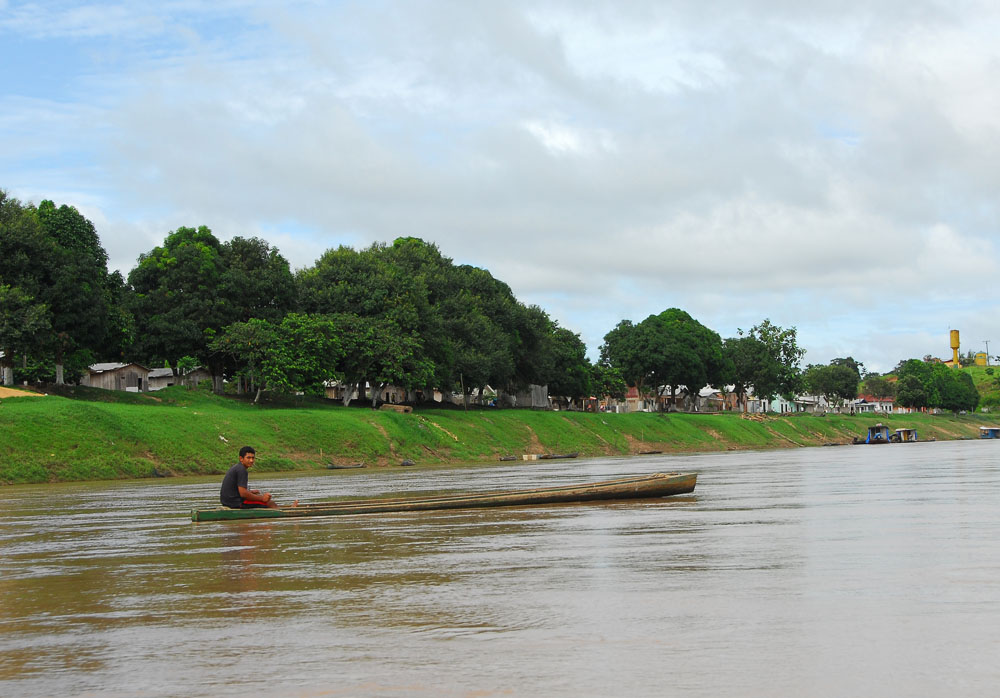

Dentro do estado do Acre, a população às margens do rio Purus é de aproximadamente 14 323 habitantes, distribuídos entre os municípios de Manoel Urbano e Santa Rosa do Purus. Às margens do rio Iaco, importante afluente, no município de Sena Madureira (Acre), encontram-se aproximadamente 41 740 habitantes.

## Afluentes
Os principais afluentes do rio Purus são os seguintes:
- Rio Chandless, afluente peruano pela margem direita, com comprimento de 370 km, que desagua em Terra Nova.
- Rio Iaco ou Yaco, afluente pela margem direita que nasce no Peru, com comprimento de 480 km, e desagua em Boca do Iaco.
- Rio Acre, principal afluente pela margem direita, com comprimento de 650 km, que desagua no porto fluvial de Boca do Acre, após atravessar a capital do estado do Acre, Rio Branco (290 639 hab. em 2007).
- Rio Santa Rosa, afluente pela margem esquerda, e que define parte da fronteira Brasil-Peru.
- Rio Inauinii, afluente pela margem esquerda.
- Rio Pauini, afluente pela margem esquerda, com comprimento de 450 km, que passa por Fortaleza do Ituxi, Boa Vista e Toari.
- Rio Sepatini, afluente pela margem direita, com comprimento de 310 km, que desagua a jusante da localidade de América.
- Rio Ituxi, afluente pela margem direita, com comprimento de 640 km, que desagua um pouco a montante da localidade de Lábrea. Tem uma importante sub-bacia, com afluentes como o Indimari, Curequetê, Ciriquiri e Arauã.
- Rio Mucuim, afluente pela margem direita, com comprimento de 350 km, que desagua a jusante da localidade de Canutama (9880 hab. em 2005).
- Rio Tapauá, afluente pela margem esquerda, com comprimento de 640 km, que desagua na localidade de Camaruã. O seu principal afluente é o rio Pinhuã.
- Rio Itaparaná, afluente pela margem direita, que desgua na localidade de Tapauá (17 693 hab. em 2005).
- Rio Itaparaná, afluente pela margem direita, que também desagua em Tapauá.